# 中国粘体虫
中国粘体虫（学名：Myxosoma chinensis）为粘体科粘体虫属的动物。在中国，分布于海南等，营寄生生活，寄生在泥鳅的鳃。